# Clélia Anfray
Clélia Anfray est historienne de la littérature du XIXe siècle et romancière.

## Biographie
Clélia Anfray est agrégée de lettres modernes. Elle soutient en 2003 une thèse de doctorat à l’université de Paris IV-Sorbonne, sous la direction de Jean-Yves Tadié, sur la réécriture des mythes dans l’œuvre de Zola (La Bible de Zola. Mythocritique des Rougon-Macquart) en partie publiée aux éditions du Cerf en 2010 sous le titre Zola biblique,. 
Puis elle se consacre à l’étude du théâtre d’Émile Zola et de Victor Hugo, et plus généralement aux œuvres dramatiques censurées au XIXe siècle,,. 
Elle est membre associée de l’équipe Zola (Item – CNRS) et enseigne par ailleurs au lycée.
Clélia Anfray publie en 2012 son premier roman, Le coursier de Valenciennes, aux éditions Gallimard dans la collection « Blanche ». L’histoire est librement inspirée de celle de Pierre Créange, poète juif mort à Auschwitz. Le livre est sélectionné par Télérama  parmi les dix romans de la rentrée littéraire 2012.
En 2015, elle publie Le Censeur, aux éditions Gallimard, roman sur la censure théâtrale sous la Restauration, inspiré de la querelle entre Victor Hugo et du censeur Charles Briffaut et qui met en scène la Bataille d'Hernani.

## Œuvres

### Essai
- Zola biblique, éditions du Cerf, « Littérature », 2010

### Éditions critiques
- Victor Hugo, Lucrèce Borgia, Gallimard, « Folio », 2007
- Victor Hugo, Le Roi s'amuse, Gallimard, « Folio », 2009
- Victor Hugo, Marie Tudor, Gallimard, « Folio », 2013

### Romans
- Le Coursier de Valenciennes, Gallimard, 2012
- Monsieur Loriot, Gallimard, 2014
- Le Censeur, Gallimard, 2015

## Sélections et prix
- 2013 Prix Bourboulenc pour Le coursier de Valenciennes.
- 2014 Prix Île aux Livres / La petite cour pour Monsieur Loriot[12].
- 2012 Sélection pour le prix du Premier roman pour Le coursier de Valenciennes[13].
- 2012 Sélection pour le prix du Coup de Cœur des Lycéens (Fondation Princesse Grace) pour Le coursier de Valenciennes[14].
- 2013 Sélection pour le prix Roblès pour Le coursier de Valenciennes [15].
- 2015 Sélection pour le prix Jean-Giono pour Le Censeur[16].
- 2016 Sélection pour le prix Méjanes des Ecrivains du Sud pour Le Censeur [17].
- 2016 Sélection pour le prix des Libraires pour Le Censeur [18].